# ニューメキシコ作戦
ニューメキシコ作戦(ニューメキシコさくせん、New Mexico Campaign)は、1862年2月から3月までの南北戦争における軍事作戦。アメリカ連合国軍のヘンリー・ホプキンス・シブレー准将が、コロラド州の金鉱とカリフォルニア州の港湾を含むアメリカ南西部での支配力を増すことを目的に、ニューメキシコ準州北部に侵攻した。歴史的には、アメリカ西部の支配を強めたことと、南北戦争の戦域を大きく広げたという点で、連合国軍によるもっとも野心的な試みと位置づけられている。

## 軍隊
勝利を得た合衆国軍はエドワード・キャンビー大佐に率いられ、指揮下には、第一コロラド志願兵部隊のジョン・チヴィントン少佐も含まれていた。一方のアメリカ連合国軍は、ヘンリー・ホプキンス・シブレー准将が率いた。

## 連合国軍の戦略
1861年夏、ジョン・ベイラーはテキサス人部隊を率いて南部地域に進み、メシーリャを獲得してアメリカ連合国アリゾナ準州を設立した。この侵攻はカリフォルニアの一部またはすべてを獲得しようとする連合国側の大きな戦略の一部であったが、しかし連合国軍は砂漠を渡ってロスアンジェルスへ向かうことはできなかった。
1862年の作戦は全体の戦略の延長で、非常に長い侵攻ルートを使い、もし成功すれば、カリフォルニアを手中にし西部を合衆国から完全に奪うものであった。新しい戦略ではロッキー山脈の東側に沿って侵攻し、西部の鉱石に富んだネバダ州とカリフォルニア州を攻撃する前に、コロラド準州(当時コロラド・ゴールドラッシュの最中だった)とララミー砦(オレゴン・トレイル沿いにある最重要の合衆国陸軍駐屯地)を奪取することが標榜された。

## サンタフェへの行軍
1861年12月20日、ニューメキシコ軍司令官のシブレー将軍は、アメリカ連合国の名の下にニューメキシコの占有を宣言した。
1862年2月、シブレーはリオグランデ流域を北方に進軍し、領地の首都であるサンタフェとユニオン砦の合衆国軍貯蔵庫を目指した。連合国の前進は、クレイグ砦経由で川の西岸を渡り、そこにはキャンビ−指揮下の3,800名の合衆国軍がいた。クレイグ砦のキャンビーの軍隊には、キット・カーソン率いる第1ニューメキシコ志願兵部隊も含まれていた。それだけの大軍に進軍をできないと悟ったシブレーは、有利な条件で合衆国軍を戦いに誘い出そうと試みた。
2月19日、シブレーは、合衆国軍のサンタフェとの交通を切断する意図で、砦の東の砂丘に野営した。2月20日、合衆国軍は砦から進軍したが、連合国側の激しい砲撃に襲われ、やむを得ず撤退した。翌日、連合国軍は砦から6マイル北方のヴァルヴァードの浅瀬を行軍し、キャンビーは攻撃したが、合衆国軍は体調を崩したシブレーの後に指揮を執ったトーマス・グリーン大佐率いる連合国軍にうまく避けられた。キャンビーの部隊はクレイグ砦まで退却したが、しかし降参は拒否した。
シブレーは砦から離れることを選択し、サンタフェに向かって北方への進軍を続け、3月10日に占領した。この進軍は3月26日から28日までのグロリエタの戦いの合衆国の反撃によって決定的な打撃を受け、止められた。